# St. Louis blues
Il St. Louis blues è un sottogenere musicale del blues. Rispetto agli altri stili blues, solitamente il pianoforte è uno strumento predominante ed inoltre vi sono correlazioni con il jump blues, il ragtime ed il piano blues. Tipicamente, una band che adotta questo stile è formata da un certo numero di cantanti, un pianista ed alcuni altri strumenti musicali utilizzati per la sezione ritmica.

## Artisti
- Fontella Bass
- Chuck Berry
- Henry Brown
- Teddy Darby
- Walter Davis
- Donny Hathaway
- Johnnie Johnson
- Lonnie Johnson
- Albert King
- Robert Lockwood, Jr.
- Jimmy McCracklin
- Robert Nighthawk
- St. Louis Jimmy Oden
- Roosevelt Sykes
- Henry Townsend
- Ike Turner
- Bennie Smith
- Scott Joplin